# Congo (kommun)
Congo är en kommun i Brasilien.   Den ligger i delstaten Paraíba, i den östra delen av landet, 1 500 km nordost om huvudstaden Brasília. Antalet invånare är 4 692.
Omgivningarna runt Congo är huvudsakligen savann. Runt Congo är det glesbefolkat, med 12 invånare per kvadratkilometer.